# Populatiebalans
De populatiebalans is een term uit de kristallografie die de verandering van de kristalgrootteverdeling in de tijd beschrijft als gevolg van diverse kinetische processen. Het begrip populatiebalans voor kristallisatie is geïntroduceerd door Alan Randolph. De algemene vorm van de populatiebalansvergelijking (Engels: Population Balance Equation, PBE) wordt beschreven met behulp van de volgende partiële differentiaalvergelijking:
{\displaystyle {\begin{aligned}{\frac {\partial {\left(n\left(L\right)V\right)}}{\partial {t}}}&=-V{\frac {\partial {\left(G_{L}\left(L\right)n\left(L\right)\right)}}{\partial {L}}}+B\left(L\right)V-D\left(L\right)V\\&+\sum _{j=1}^{m}\phi _{v,in,j}n_{in,j}\left(L\right)-\sum _{k=1}^{n}\phi _{v,out,k}h_{out,k}\left(L\right)n\left(L\right)\\\end{aligned}}}
In bovenstaande vergelijking is V het volume van de suspensie in de kristallisator, met m ingaande en n uitgaande stromen met volumestromen Φv .
GL(L) is de lineaire grootte-afhankelijke groeisnelheid (in m/s) en B(L) en D(L) representeren het ontstaan en verdwijnen van kristallen als gevolg van nucleatie en fysische processen, zoals het samenklonteren van kristallen en breuk. De classificatiefuntie h(L) beschrijft de relatie tussen de kristalgrootteverdeling in de kristallisator en die in een uitgaande stroom.